# Scott Patterson (ski de fond)
Pour les articles homonymes, voir Scott Patterson.
Scott Patterson est un fondeur américain, né le 28 janvier 1992 à McCall.

## Biographie
Patterson court successivement pour l'Université du Vermont puis l'université Alaska Pacific, il fait ses débuts internationaux en 2010 aux Championnats du monde junior à Hinterzarten, terminant deux fois dans le top vingt. En 2014, il remporte deux manches de l'US Super Tour.
Deux ans plus tard, après avoir gagné son premier titre national sur quinze kilomètres classique, il commence sa carrière en Coupe du monde à Nové Město na Moravě
Il obtient ses premiers points dans cette compétition en février 2017 à Pyeongchang avec une neuvième place sur le skiathlon.
Aux Jeux olympiques d'hiver de 2018, à Pyeongchang, il participe à quatre épreuves, terminant 21e du quinze kilomètres libre, 18e du skiathlon, 11e du cinquante kilomètres classique et 14e du relais.
Aux Championnats du monde 2019, à Seefeld, il obtient son meilleur résultat individuel sur le cinquante kilomètres avec une 23e place.
Lors de la saison 2020-2021, il établit son meilleur classement général en Coupe du monde (60e) et a fini notamment dixième du cinquante kilomètres aux Championnats du monde à Oberstdorf, le meilleur d'un fondeur masculin américain aux mondiaux depuis 2003 (5e avec Carl Swenson).
Sa sœur Caitlin est aussi fondeuse de haut niveau.

## Palmarès

### Jeux olympiques
| Épreuve / Édition   | Sprint                           | Sprint    | 15 km | 15 km                            | Poursuite 2 × 15 km | 50 km | Relais | Relais    |
| Épreuve / Édition   | libre                            | classique | libre | classique                        | Poursuite 2 × 15 km | 50 km | Sprint | 4 × 10 km |
| JO 2018 Pyeongchang | Épreuve inexistante à cette date | -         | 21e   | Épreuve inexistante à cette date | 18e                 | 14e   | —      | 14e       |

Légende :
- : pas d'épreuve
- — : Non disputée par Scott Patterson

### Championnats du monde
| Épreuve / Édition        | Sprint                           | Sprint                           | 15 km                            | 15 km                            | Poursuite 2 × 15 km | 50 km | Relais | Relais    |
| Épreuve / Édition        | libre                            | classique                        | libre                            | classique                        | Poursuite 2 × 15 km | 50 km | Sprint | 4 × 10 km |
| Mondiaux 2019 Seefeld    | —                                | Épreuve inexistante à cette date | Épreuve inexistante à cette date | 30e                              | 32e                 | 23e   | -      | 9e        |
| Mondiaux 2021 Oberstdorf | Épreuve inexistante à cette date | -                                | 27e                              | Épreuve inexistante à cette date | 14e                 | 10e   | -      | 8e        |

Légende :
- : pas d'épreuve
- — : Non disputée par Scott Patterson

### Coupe du monde
- Meilleur classement général : 60e en 2021.
- Meilleur résultat individuel : 9e.
- 1 podium en épreuve par équipes mixte : 1 victoire.

#### Classements détaillés
| Saison / Épreuve | Saison / Épreuve | Général | Général | Distance | Distance | Sprint | Sprint |
| Saison / Épreuve | Saison / Épreuve | Class.  | Points  | Class.   | Points   | Class. | Points |
| ---------------- | ---------------- | ------- | ------- | -------- | -------- | ------ | ------ |
| 2017             | 2017             | 95e     | 36      | 62e      | 36       | -      | -      |
| 2018             | 2018             | 102e    | 25      | 69e      | 25       | -      | -      |
| 2019             | 2019             | 119e    | 12      | 82e      | 12       | -      | -      |
| 2021             | 2021             | 60e     | 74      | 84e      | 64       | -      | -      |

### Championnats des États-Unis
Il a obtenu deux titres nationaux : celui du quinze kilomètres classique en 2016 et celui du quinze kilomètres libre en 2018.